# Kaytranada
Louis Kevin Celestin (Port-au-Prince, Haití, 25 d'agost de 1992), més conegut amb el nom artístic de Kaytranada, és un discjòquei i productor musical haitià-canadenc. Celestin va començar la seva carrera sota el pseudònim Kaytradamus el 2010. Forma part del duo de música hip-hop The Celestics.

## Primers anys
Kaytranada el 25 d'agost de 1992 a Port-au-Prince, Haití. Poc després de néixer, la seva família es va traslladar a Mont-real, on es va criar. Kaytranada va començar a punxar discos amb 14 anys. L'any següent, als 15 anys, Kaytranada va començar a produir després que el seu germà li mostrés l'FL Studio.

## Carrera
Celestin va començar la seva carrera amb el nom de Kaytradamus el 2010 i canvià el seu nom a Kaytranada el 2012. Kaytranada ha llançat un total de tretze projectes i quaranta-una remescles. Kaytranada ha punxat en més de 50 ciutats canadencs, americanes, europees i australianes.
El desembre de 2014 va signar un acord de gravació exclusiva amb XL Recordings. El seu àlbum de debut, 99,9%, es va publicar el 6 de maig de 2016. L'àlbum inclou col·laboracions de GoldLink, AlunaGeorge, Syd tha Kyd, Anderson Paak i Vic Mensa, entre d'altres. També va col·laborar amb Craig David a la cançó «Got It Good», la qual també s'inclou al sisè àlbum d'estudi de Craig, Follow My Intuition. Va guanyar el premi Polaris Music 2016 pel seu àlbum al 99,9%.[4] L'àlbum va rebre una nota de 8,0 per part de Pitchfork Media.
Durant el 2015, Kaytranada va obrir dues nits el Madonna's Rebel Heart Tour, una al Canadà i una altra als Estats Units.
Kaytranada actualment és a la llista de HW&W Recordings, un segell independent amb seu a Los Angeles i Toronto amb altres artistes com Mike Gao, Gravez i Tek.Lun.

## Vida personal
Kaytranada va revelar que és gai en una entrevista a The Fader l'abril de 2016. Tot i que poques vegades revela informació personal, Kaytranada ha manifestat el seu amor pel cinema, afirmant que El color púrpura és la seva pel·lícula preferida

## Discografia

### Com Kaytranada

#### Àlbums d'Estudi
- 99.9% (2016)[12]

#### Mixtapes
- Instrumental Hip-hop Is Dead (2013)[13]
- Whatever (2014)[14]
- For Mixmag: The Cover CD (2014)[15]
- 0.001% (2016)[16]

#### EP
- Kaytra Todo (2013)[17]
- Kaytranada Remix (2013)[18]
- At All/Hilarity Duff (2013)[19]
- The ArtScience Remixes (amb Robert Glasper) (Abril 21, 2018)[20]
- Nothin' Like U/Chances (2018)[21]

### Com Kaytradamus
- Kaytra Da Mouse (2010)[22]
- Teriphikness (2010)[23]
- The Weather Report (2010)[24]
- Kayoz (with Munoz) (2011)[25]
- Merrymaking Music (2011)[26]
- Kaytra LaBoom (2011)[27]
- Remixes Vol. 1 (2012)[28]
- Kaytra Nada (2012)[29]
- Mockay (amb Mr. Mockwell) (2012)
- The Good Fight EP (amb Krystale) (2012)[30]
- Kaytrap (2012)[31]

### Com The Celestics
- Massively Massive (2011)[32]
- Supreme Laziness (2014)[33]